# Sumka dipkur'era
Sumka dipkur'era (Сумка дипкурьера) è un film del 1927 diretto da Aleksandr Petrovič Dovženko.